# 中村卓
中村 卓（なかむら たく）は、日本の男性声優。『獅子丸（ししまる）』でも活動していた。

## 出演作品

### ゲーム
- 蒼き雷霆 ガンヴォルト（2014年、イオタ[1][2]）
- summer snow（田村陵）
- 蒼き雷霆 ガンヴォルト 鎖環（2022年、イオタ）
- カルドアンシェル（2024年、イオタ[3]）

### ドラマCD
- 蒼き雷霆ガンヴォルト 義心憤怒 / ＩＩＩ（イオタ[4]）
- 蒼き雷霆 ガンヴォルト 爪限定盤付属ドラマCD（イオタ[5]）

### イベント
- INTI CREATES FAN FESTA 2015 INTI CREATES FAN MEETING[6][7]

## エピソード
- 蒼き雷霆ガンヴォルトで演じたイオタを最初はいお太というキャラクターだと思っていた[8]。